# Espacio de Asplund
En matemáticas, más específicamente en análisis funcional, un espacio de Asplund o espacio de diferenciabilidad fuerte es un tipo de espacio de Banach bien domado. Los espacios de Asplund fueron introducidos en 1968 por el matemático Edgar Asplund, que estaba interesado en las propiedades de la diferenciabilidad de Fréchet de las funciones lipschitzianas en los espacios de Banach.

## Definiciones equivalentes
Hay muchas definiciones equivalentes de lo que significa que un espacio de Banach X sea un espacio de Asplund:
- X es de Asplund si, y solo si, cada subespacio separable Y de X tiene un espacio dual Y∗ separable.
- X es de Asplund si, y solo si, cada función convexa continua sobre cualquier subconjunto convexo abierto U de X es diferenciable de Fréchet en los puntos de un subconjunto Gδ denso de U.
- X es de Asplund si, y solo si, su espacio dual X∗ posee la propiedad de Radon-Nikodým. Esta propiedad fue establecida por Namioka & Phelps en 1975, y por Stegall en 1978.
- X es de Asplund si, y solo si, cada subconjunto acotado no vacío de su espacio dual X∗ tiene rebanadas *débiles de diámetro arbitrariamente pequeño.
- X es de Asplund si y solo si cada subconjunto compacto *débilmente convexo no vacío del espacio dual X∗, es la envolvente convexa *débilmente cerrada de sus *débilmente puntos expuestos fuertemente. En 1975, Huff y Morris demostraron que esta propiedad es equivalente a la afirmación de que todo subconjunto acotado, cerrado y convexo del espacio dual X∗ es una envolvente convexa cerrada de sus puntos extremos.

## Propiedades de los espacios de Asplund
- La clase de espacios de Asplund está cerrada bajo isomorfismos topológicos. Es decir, si X e Y son espacios de Banach, X es de Asplund y X es homeomorfo a  Y, entonces Y también es un espacio de Asplund.
- Cada subespacio vectorial cerrado de un espacio de Asplund es un espacio de Asplund.
- Cada espacio cociente de un espacio de Asplund es un espacio de Asplund.
- La clase de espacios de Asplund está cerrada bajo extensiones: si X es un espacio de Banach e Y es un subespacio de Asplund de X para el cual el espacio cociente X ⁄ Y es de Asplund, entonces X es de Asplund.
- Cada función local de Lipschitz en un subconjunto abierto de un espacio de Asplund es diferenciable de Fréchet en los puntos de algún subconjunto denso de su dominio. Este resultado fue establecido por Preiss en 1990 y tiene aplicaciones en la teoría de la optimización.
- El siguiente teorema del artículo original de Asplund de 1968 es un buen ejemplo de por qué los espacios que no son de Asplund se no se ajustan a esta propiedad: si X no es un espacio de Asplund, entonces existe una norma equivalente en X que no cumple con ser diferenciable de Fréchet en cada punto de X.
- En 1976, Ekeland y Lebourg demostraron que si X es un espacio de Banach que tiene una norma equivalente que es diferenciable de Fréchet desde el origen, entonces X es un espacio de Asplund. Sin embargo, en 1990, Haydon dio un ejemplo de un espacio de Asplund que no tiene una norma equivalente que sea diferenciable de Gateaux alejada del origen.